# 胶东县 (曹魏)
胶东县，中国古县名。
三国曹魏时，以胶东侯国改置，治所在今山东省平度市，属北海国。西晋属北海郡。北魏移治今潍坊市东。